# Stéphane Bohli
Stéphane Bohli (ur. 25 lipca 1983 w Genewie) – szwajcarski tenisista, reprezentant w Pucharze Davisa.

## Kariera tenisowa
Karierę tenisową rozpoczął w roku 2002. W grze pojedynczej Bohli wygrał trzy turnieje wchodzące w skład cyklu ATP Challenger Tour. Pierwszy tytuł wywalczył w 2008 roku na kortach w Lanzarote, drugi w 2009 roku w Recanati, a trzeci w 2010 roku ponownie w Recanati. Wszystkie turnieje rozgrywane były na kortach twardych.
W grze podwójnej Szwajcar jest finalistą turnieju rangi ATP World Tour w Gstaad z 2008 roku. Partnerem deblowym Bohliego był Stanislas Wawrinka; w finale przegrali 6:3, 2:6, 9–11 z duetem Jaroslav Levinský–Filip Polášek.
W latach 2007 i 2008 reprezentował Szwajcarię w Pucharze Davisa. Rozegrał przez ten czas sześć pojedynków singlowych, z których cztery wygrał.
Najwyżej sklasyfikowany w rankingu singlistów był na 113. miejscu w październiku 2010 roku, natomiast w zestawieniu deblistów w sierpniu 2007 roku zajmował 255. pozycję.

### Finały w turniejach ATP World Tour
| Nazwa                         |
| ----------------------------- |
| Wielki Szlem                  |
| Igrzyska olimpijskie          |
| Tennis Masters Cup            |
| ATP Masters Series            |
| ATP International Series Gold |
| ATP International Series      |

#### Gra podwójna (0–1)
| Końcowy wynik | Nr | Data          | Turniej | Nawierzchnia | Partner            | Przeciwnicy                     | Wynik finału   |
| ------------- | -- | ------------- | ------- | ------------ | ------------------ | ------------------------------- | -------------- |
| Finalista     | 1. | 13 lipca 2008 | Gstaad  | Ceglana      | Stanislas Wawrinka | Jaroslav Levinský Filip Polášek | 6:3, 2:6, 9–11 |